# 寒莓
寒莓（学名：Rubus buergeri）为蔷薇科悬钩子属的植物。分布在台湾岛、朝鲜以及中国大陆的湖南、江苏、湖北、贵州、四川、重庆、浙江、福建、广西、江西、安徽、广东等地，生长于海拔300米至1,500米的地区，见于生中低海拔的阔叶林下或山地疏密木林内，目前尚未由人工引种栽培。

## 别名
地莓、大叶寒莓（台湾木本植物志） 水漂沙、寒刺泡（江西）、猫儿？、虎脚？、聋朵公、咯咯红（浙江）

## 异名
- Rubus buergeri Miq. var. pseudobuergeri (Sasaki) Liu et Yang